# Джон Непер

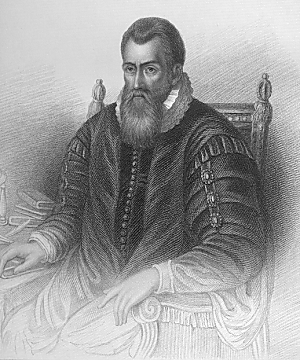
Джон Непер

Джон Не́пер (англ. John Napier; 1550 — 4 квітня 1617) — шотландський математик, який винайшов логарифм.

## Біографія
У ранній молодості, негайно ж після закінчення курсу в Сент-Ендрюському університеті, куди він поступив в 1563 р., Непер зробив подорож по Німеччині, Франції і Італії, з якого повернувся на батьківщину в 1571 році. Поселившись у своєму рідному замку й оженившись в тому ж році, він потім вже ніколи не залишав Шотландії. Весь його час було присвячено заняттям богословськими предметами і математикою. За його власними словами, тлумачення пророцтв завжди становило головний предмет його занять, математика ж служила для нього тільки відпочинком.
Його тлумачення Апокаліпсису: «A plaine discovery of the whole revelation of S. John etc.» вийшло в Единбурзі в 1593 р. (останнє видання за життя автора — Лондон, 1611). Воно написане у формі, засвоєній геометричними творами, тобто з розділенням змісту на пропозиції і докази. 26-та пропозиція стверджувала, що Папа є антихрист, 36-та — що згадувана в Апокаліпсисі сарана означає турків й арабів. Кінець світу, за прогнозом автора, мав бути між 1688 і 1700 рр. Книга мала незрівнянно більший успіх, ніж наукові твори автора. З'явилося декілька її перекладів в Німеччині, а французький, виданий у Ла-Рошелі, витримав два видання (у 1662 і 1665 рр.). У Англії після смерті Непера вийшло ще декілька видань цієї роботи.

## Логарифми
Можна з великою певністю припускати, що Непер був знайомий із книгою Arithmetica integra Міхаеля Штифеля, у якій вперше знайшла свій вираз ідея логарифма. Головним предметом самостійних робіт Непера була тригонометрія, а визначальним їхнім напрямом і метою — скорочення і спрощення обчислень.

Винахід, який збезсмертив ім'я Непера, — логарифм. Викладу результатів цього винаходу було присвячено твір, надрукований в 1614 р. в Единбурзі під заголовком:
Mirifici logarithmorum canonis descriptio, ejusque usus, in utraque Trigonometria, ut etiam in omni logistica mathematica, amplissimi, facillimi et expeditissimi explicatio; authore et inv e ntore Joanni Nepero, barone Merchistanii etc.
(56 стор. тексту і 90 стор. таблиць). Твір розділений на 2 книги, з яких перша займається логарифмами, а друга — плоскою і сферичною тригонометрією разом із додатками логарифмів.
П'ять розділів першої книги висловлюють відповідно визначення, властивості логарифмів, опис таблиць, їх вживання і приклади, а з 6 розділів, що складають другу книгу, перші дві розглядають розв'язування прямо- і косокутних прямолінійних трикутників, а 4 останні — займаються сферичними трикутниками. З викладених у них результатів самостійних досліджень Непера. Особливо важливими мають вважатися його аналогії, що розглядаються в VI розділі. Також надзвичайно вдало задумано зведення всіх випадків, що представляються прямокутними сферичними трикутниками, у дві пропозиції. Утворення прогресії — арифметичної, члени якої Непер називав на початку numeri artificiales, а пізніше логарифмами, і геометричної, що складається з чисел, відповідних логарифмам, — проводилося ним за допомогою наступних механічних міркувань про перебіг (fluxus) крапки. З точки A тече точка B, що протікає в першу одиницю часу шлях від A до C, в другу — від C до D і т. д. Якщо ці шляхи рівні, то простори, пройдені від початку рухи до кінця кожної з послідовних одиниць часу, представлять члени арифметичної прогресії.
Разом з цим рухом існує і рівночасне з ним інше (synchronus motus), тобто таке, при розгляді якого кладуться в підставу ті ж одиниці часу, як і при першому. Але простори, прохідні в ці одиниці часу, не рівні, вони зменшуються пропорційно. Саме, якщо в першу одиницю часу пройдена 1/m всього майбутнього точці шляху, то в другу вона пройде 1/m шляху, що залишився, і т. д., тобто, якщо прийняти важ майбутній крапці від початку руху шлях за одиницю, то простори, прохідні в послідовні одиниці часу, представляться рядом 1/m, 1/m∙[(m-1)/m], 1/m∙[(m-1)/m]², 1/m∙[(m-1)/m]³…, а частини всього шляху, що залишаються після кожної одиниці часу для подальшого проходження, складуть наступну убуваючу геометричну прогресію:
1 − 1/m = (m − 1)/m
(m − 1)/m − (1/m)∙[(m − 1)/m] = [(m − 1)/m]²
[(m − 1)/m]² − (1/m)·[(m − 1)/m]² = [(m − 1)/m]³…
члени якої, починаючи з першого, розташовані відповідно до членів першої або арифметичної прогресії. Вибір синуса або числа, якому відповідає логарифм 0, Непер залишає вільним, хоч і указує, що найменші утруднення представляються при виборі синуса тотуса (sin 90°). Дослідження таблиць синусів і їх логарифмів, складених Непером на підставі викладених міркувань, показало, що ці логарифми зовсім не гіперболічні або натуральні, як було заведено думати в історії математики унаслідок твердження Монтюкла, а в підручниках з часів Лакруа, що назвав гіперболічні логарифми неперовими. Іншими словами, виявилось, що основою неперових логарифмів є не e = 2,718281828., але абсолютно інше число (10/е 0,1) 7=9999997.
Склад неперових таблиць такий. Кожні дві сусідні сторінки відносяться до одного і того ж числа кутових градусів, написаного зверху, або, що те ж саме, до градусів, що доповнюють перше до 89° і написаному знизу. Кожна сторінка містить в собі 7 стовпців, з яких в першому і останньому поміщені числа хвилин від 1 до 30 або від 30 до 60 у висхідному порядку зверху вниз в першому і у зворотному порядку в останньому. Стовпці 2 і 6 з написом Sinus містять синуси кутів, що знаходяться в одних горизонтальних рядках, або косинуси додаткових до них. Стовпці 3 і 5, озаглавлені Logarithmi, містять в собі логарифми поміщених поряд з ними синусів. Нарешті, середній або 4 стовпець, з написом Differentiae, містить різниці між написаними справа і зліва від нього логарифмами, що представляють через формулу log sinφ — log cos φ = log tang φ логарифми тангенсів. Неперові таблиці, окрім свого прямого призначення — давати логарифми синусів, косинусів і тангенсів, могли використовуватися також і для знаходження логарифмів натуральних чисел. Щоб визначити, наприклад, log 137, достатньо, знайшовши в таблиці секансів дане 13703048 = sec 43°8, відшукати в неперових таблицях — log cos 43°8' = 3150332.
У першому виданні своїх таблиць Непер нічого не сказав про способи їх обчислення. Він присвятив їм твір, хоч і написаний навіть раніше самих таблиць, але що залишився і після смерті автора не обробленим остаточно. У такому вигляді він (твір) і був надрукований його сином Робертом при другому виданні таблиць, що вийшло в 1619 р., під окремим заголовком: «Mirifici logarithmorum canonis constru з tio. Una cum annotationibus aliquot doctissimi D. Henrici Briggii, in eas et memoratam appendicem» (Единбург, 1619). У прикладеному до цього твору додатку автор говорить переважно про методи обчислення логарифмів у тому випадку, коли логарифм = 0 належить одиниці. Тут, тому, вперше, хоч і не з особливою ясністю, виставляється схожість між логарифмом і показником, мовиться про підставу системи логарифмів, хоча тільки у вигляді числа, що має логарифмом одиницю, нарешті, робляться уривчаті зауваження і про обчислення звичайних логарифмів. Неперу належить ще третій твір, також присвячений головній меті робіт автора — скороченню і спрощенню обчислень. Воно озаглавлене «Rabdologiae seu numerationis per virgulas libri duo: cum appendic e de expeditissimo multiplicationis promptuario, quibus accessit et arithmeticae localis liber unus» (Единбург, 1617) і описує винайдений автором рахунковий прилад (див. Неперові палички). Твір цей перекладений голландською та італійською мовами. У поточному сторіччі було видано вперше четвертий математичний твір Непера під заголовком: «De arte logistica» (Лондон, 1842). Коротка біографія Непера, разом з докладним каталогом його робіт знаходиться при надрукованому в 1889 р. англійському перекладі «Mirifici logar ithmorum canonis constructio».

## Відзнака
Ім'ям Непера назвали неперове число — основу натуральних логарифмів. Також його ім'ям названий університет в Единбурзі, кратер на Місяці і астероїд 5558 Джоннепер.

## Твори
- 1593 — Plaine Discovery of the Whole Revelation of St.John.
- 1614 — Mirifici logarithmorum canonis descriptio (a translation into English by Edward Wright was published in 1616).
- 1617 — Rhabdologia (published posthumously).